# Club Atlético Colegiales (Paraguay)
El Club Atlético Colegiales es un equipo profesional de fútbol de Paraguay oriundo de la zona de Cuatro Mojones, municipio de Lambaré. Fue fundado el 7 de enero de 1977.  Actualmente milita en la Segunda División del fútbol paraguayo.
El club tuvo destacables participaciones en los torneos internacionales, en las que representantó al fútbol paraguayo; dos veces en la Copa Libertadores y una en la Copa Conmebol, obteniendo una destacada participación en su primera clasificación a la Copa Libertadores tras un histórico desempeño. 
A nivel local obtuvo el Torneo República 1990 y el subcampeonato del Torneo Apertura 1999.

## Historia

### Buenos comienzos
Inicialmente el club se llamaba "El Colegio", es decir, adoptaba el mismo nombre de la institución comercial (librería) de sus fundadores, los Zacarías. En ese entonces participaba en una liga oratoriana, y para ingresar a la Liga Paraguaya de Fútbol (hoy: APF) tuvo que cambiar su nombre a uno no comercial.
Cuando el club apenas tenía 2 años de existencia conquistaría el campeonato de la Tercera División en 1979, derrotando en la final al club Tacuary, con lo cual ascendería a la Segunda División, llamada "Primera de Ascenso" en esos años. Ya en 1982 se coronaría también campeón de la misma Primera de Ascenso, para acceder a la División de Honor, máxima categoría del fútbol paraguayo. Así, con solo 6 años de edad ingresaría a la categoría privilegiada, en la que competiría por largos años.

### Logros locales e internacionales
Fue en 1990 que el club obtuvo su logro más importante hasta el momento, consagrándose campeón del Torneo República, lo cual también le dio el derecho de disputar por un cupo a la Copa Libertadores de 1991, lugar que finalmente ganaría ante el Sportivo Luqueño.
En 1991 llegaría a los octavos de final en la Copa Libertadores, en su primera participación en la misma. En esa etapa sería eliminado por el campeón defensor y futuro subcampeón de la copa, el club Olimpia del mismo Paraguay.
Su mayor logro internacional se daría en 1995, año en que alcanzaría las semifinales en la Copa Conmebol; instancia en que caería eliminado ante el club Rosario Central de Argentina.
Obtendría en 1999 el subcampeonato del Torneo Apertura, y posteriormente ante el club Cerro Corá (subcampeón del Clausura, el tercer cupo de Paraguay para la Copa Libertadores en el año 2000. Sin embargo, en dicho torneo se eliminaría en la primera ronda.

### El retorno a las divisiones de ascenso
Luego de competir en la Primera División durante 19 temporadas seguidas, el club quedaría en penúltima posición en la tabla de promedios al final de la temporada 2001 (considerando las últimas 3 temporadas). Debido a esto, se enfrentó al subcampeón de la División Intermedia en partidos de ida y vuelta, pero al perder ambos encuentros descendió.
En el año 2003 nuevamente debió disputar una promoción, pero esta vez por acabar en el noveno puesto de entre doce equipos de la División Intermedia. El rival de turno fue el club Cerro Porteño de Presidente Franco, quien había terminado en 8ª posición en el mismo torneo. Los diablos rojos perdieron en el este el primer encuentro por 4-1, y si bien en el partido de vuelta obtuvieron una victoria de 2 a 0, la misma no les alcanzaría para evitar el descenso a la Tercera División.
Tras varias temporadas en la Tercera División, en la temporada 2008 se coronó campeón y con ello logró nuevamente el derecho a retornar a la División Intermedia para el año 2009, categoría en la que militó hasta la temporada 2012. En esa temporada con el tercer peor promedio perdió la categoría y volvió a la Primera División B (tercera división), para la siguiente temporada.
En la temporada 2013 de la Primera División B terminó en el 3.er puesto a cinco puntos de los puestos de ascenso. 
En la temporada 2014 de la Primera División B solo pudo llegar al 8.º puesto del campeonato. 
En la temporada 2015 de la Primera División B terminó en el 9.º puesto.
En la temporada 2016 de la Primera División B terminó en el 10.º puesto.
En la temporada 2017 de la Primera División B terminó en el puesto 2° puesto.
En la temporada 2018 de la Primera División B terminó en el puesto 5° puesto.
En la temporada 2019 de la Primera División B terminó en el puesto 12° puesto.
En la temporada 2021 de la Primera División B terminó en el puesto 1° puesto, obteniendo el campeonato y el ascenso a la Segunda División.

## Jugadores
N°1: Juan Acosta (A)
N°2: Marcial Núñez 
N°3: Federico Estigarribia
N°4: Uriel Cañete
N°13: Alfredo Servín  
N°6: Julio César Castillo
N°7: Rodolfo Godoy 
N°9: Humberto Fleitas
N°10: Claudio Enciso (C)
N°11: Claudio Orquiola
N°15: Bonifacio Roa 
N°20: César Céspedes 
N°17: Gustavo Cañizales
N°12: Nelson Ojeda (A)
N°5: Mauro Sánchez
N°8: Pedro Fernández
N°14: Gustavo Gamarra
N°16: Daniel Santracruz
N°21: Críspulo Peña
N°19: Daniel Valdovinos
N°20: Aldo Ayala
N°22: Robert Espínola
DT: Miguel Mendoza.

## Estadio
El mítico estadio del Club Atlético Colegiales, actualmente cuenta con una capacidad para 4500 espectadores

## Datos del club
Actualizado a la temporada 2022.
- Temporadas en 1ª: 19 (1983-2001).
- Temporadas en 2ª: 10 (1980-1982, 2002-2003, 2009-2012, 2022).
- Temporadas en 3ª: 16 (1977-1979, 2004-2008, 2013-2021).
- Mejor puesto en 1ª: 4° (1989).
- Peor puesto en 1ª: Último.
- Campeonatos:  0
- Subcampeonatos:  0 (subcampeón del Torneo Apertura 1999).*
- Dirección: Avenida Defensores del Chaco y 8 de diciembre (Cuatro Mojones, Lambaré).
- Teléfono: 942-603.
- Fax: -
- Correo electrónico: -
- Personería jurídica: -

*Nota: el subcampeonato del Torneo Apertura 1999 obtenido por el Atlético Colegiales no es reconocido como un subcampeonato absoluto debido a que el subcampeonato de un torneo corto como tal, solo sería reconocido por la APF desde el año 2008.

## Participaciones internacionales
| Torneo                | Ediciones  |
| --------------------- | ---------- |
| Copa Libertadores (2) | 1991, 2000 |
| Copa Conmebol (1)     | 1995       |

- Semifinalista: (1) 1995

## Palmarés

### Torneos nacionales
- Segunda División (1): 1982
- Tercera División (3): 1979, 2008 y 2021.
- Subcampeón: 2017

### Otros torneos oficiales nacionales
- Torneo República (1): 1990.
- Subcampeón Torneo Apertura 1999.